# La Fille du bédouin
La Fille du bédouin est une chanson française, d'une durée de 2 min 19 s, créée en 1927 par Raoul Moretti (musique) et André Barde (paroles) pour l'opérette Comte Obligado, chantée notamment par Georges Milton. L'opérette, créée au théâtre des Variétés (Paris), a fait l'objet d'un film en 1935, Le Comte Obligado, qui a contribué à populariser cette chanson en France.

## Caractéristiques
La chanson est une parodie comique des chansons réalistes à la mode : sur un rythme de marche et d'opérette, gai et entraînant, elle évoque la triste et misérable condition d'une jeune fille qui, par amour, suit une caravane bédouine dans un Sahara traversé par des ânes et planté de bananiers. L'effet comique est principalement obtenu par l'énormité de ses malheurs : son calvaire dure « 60 ans » ; elle se prostitue pour vivre et connaît sexuellement « 1 200 chameliers, 1 800 âniers » qui en font « leur sultane », elle marche jusqu'à s'user les jambes et devenir cul de jatte, puis à en perdre la rate, et malgré tout marche encore.

## Postérité
La chanson a été déclinée dans de nombreuses versions, y compris dans une version paillarde.
Elle est chantée par les personnages de Milou en mai, film de Louis Malle, sorti en 1989.

## Réédition musicale contemporaine
La chanson a été éditée en CD-audio dans l'« Anthologie de l'Opérette - 100 succès », CD n°3 (1927-1934), piste n°1, productions Forlane, ADD797 et UMIP France 1999.

### Sources
- Sur un site spécialisé : création + paroles + extrait vidéo
- La Fille du bédouin en version paillarde
- Liste des chansons figurant dans Milou en mai. La Fille du bédouin est la n°10